# Gösjön, Dalsland
Gösjön är en sjö i Melleruds kommun i Dalsland och ingår i Göta älvs huvudavrinningsområde. Sjön är 1,8 meter djup, har en yta på 0,346 kvadratkilometer och är belägen 45 meter över havet. Sjön avvattnas av vattendraget Holmsån.

## Delavrinningsområde
Gösjön ingår i det delavrinningsområde (651858-130719) som SMHI kallar för Utloppet av Gösjön. Medelhöjden är 55 meter över havet och ytan är 3,39 kvadratkilometer. Räknas de 4 avrinningsområdena uppströms in blir den ackumulerade arean 56,36 kvadratkilometer. Holmsån som avvattnar avrinningsområdet har biflödesordning 2, vilket innebär att vattnet flödar genom totalt 2 vattendrag innan det når havet efter 154 kilometer. Avrinningsområdet består mestadels av skog (57 procent), öppen mark (12 procent) och jordbruk (21 procent). Avrinningsområdet har 0,35 kvadratkilometer vattenytor vilket ger det en sjöprocent på 10,2 procent.